# Mariano Barroso
Pour les articles homonymes, voir Barroso.
Mariano Barroso, né le 26 décembre 1959 à Sant Just Desvern, dans la province de Barcelone (Espagne), est un réalisateur, scénariste et producteur espagnol.

## Filmographie partielle

### Comme réalisateur
- 1982 : Expreso
- 1983 : El acto sensual
- 1983 : Crímenes ejemplares (Cuentos 1 y 2)
- 1986 : No llevamos dinero
- 1990 : Es que Inclan está loco
- 1991 : Las chicas de hoy en día (série TV)
- 1994 : Mi hermano del alma
- 1996 : Lucrecia (TV)
- 1996 : Éxtasis
- 1999 : Los lobos de Washington
- 2000 : Mi abuelo es un animal
- 2000 : Kasbah
- 2001 : In the Time of the Butterflies (TV)
- 2004 : ¡Hay motivo!
- 2005 : Hormigas en la boca
- 2005 : El oficio de actor (TV)
- 2007 : Invisibles
- 2010 : Todas las mujeres (série TV)
- 2011 : Lo mejor de Eva (Dark Impulse)
- 2013 : Todas las mujeres